# Ciclo de los Reyes

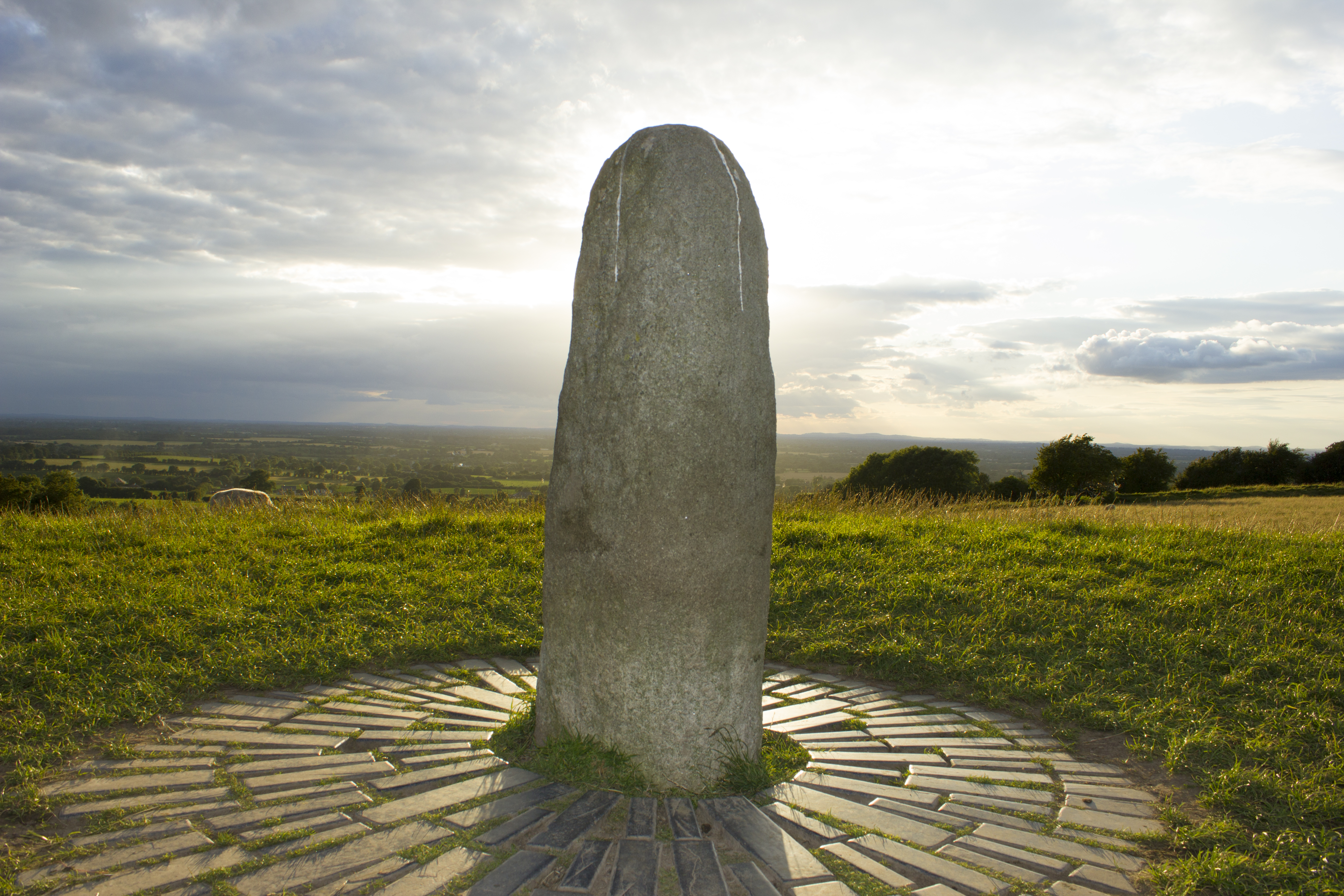
Cerro de Tara, Inauguraciones, Piedras Míticas

Los ciclos de los reyes, a veces llamados ciclos históricos, son un conjunto de textos literarios irlandesesen irlandés antiguo y medio. Incluyen leyendas sobre reyes históricos y semihistóricos de Irlanda (como Buile Shuibhne, "La locura del rey Suibhne"), historias sobre los orígenes de dinastías y pueblos (como La expulsión de los Déisi), relatos de batallas (como la Batalla de Mag Mucrama), así como anécdotas que explican ritos y costumbres. Es uno de los cuatro grandes ciclos de la antigua litaratura irlandesa, junto con el ciclo mitológico, el ciclo de Úlster y el ciclo feniano.
Los reyes que se incluyen abarca desde Labraid Loingsech, ficticio con casi toda seguridad, que supuestamente fue Rey Supremo en el siglo IV a. C., hasta el absolutamente histórico Brian Boru. Otros reyes incluidos en los Ciclos serían Cormac mac Airt, Niall de los Nueve Rehenes, Conall Corc, Diarmait mac Cerbaill, Lugaid mac Con, Conn de las Cien Batallas, Lóegaire mac Néill y Crimthann mac Fidaig. Era parte del deber de los bardos medievales irlandeses, o poetas de la corte, registrar la historia de la familia y la genealogía del rey al que servían. Esto lo hicieron mediante poemas que mezclaban lo mitológico y lo histórico en mayor o menor grado.
Una de las leyendas más famosas es Buile Shuibhne, un cuento del siglo XII narrado en verso y prosa. Suibhne, rey de Dál nAraidi, fue maldecido por san Ronan Finn y se convirtió en una especie de mitad hombre, mitad pájaro, condenado a vivir su vida en el bosque, huyendo de sus compañeros humanos. La historia ha capturado la imaginación de poetas irlandeses de nuestra época y ha sido traducida por Trevor Joyce y Seamus Heaney.